# Estadio León Gómez
Estadio León Gómez – stadion piłkarski w Teli. Obecnie jest używany głównie do piłki nożnej i jest stadionem gospodarzy klubu Parrillas One. Stadion może pomieścić 3000 widzów.